# Hipersomnia idiopatyczna
Hipersomnia idiopatyczna – zaburzenie neurologiczne charakteryzujące się przede wszystkim nadmierną sennością w ciągu dnia; zazwyczaj utrzymuje się do końca życia powodując u chorego szereg problemów w codziennym funkcjonowaniu. Poziom świadomości społecznej na temat tego zaburzenia jest bardzo niski, co prowadzi do stygmatyzacji dotkniętych jednostek i sprzyja ich wykluczeniu socjalnemu. Aktualnie uznane za nieuleczalne; można jedynie zapobiegać objawom przy pomocy leków używanych w walce z narkolepsją, lecz nie jest to zupełnie skuteczne. Finansowanie badań na temat tego zaburzenia jest bardzo rzadkie.
W literaturze medycznej hipersomnia idiopatyczna określana jest również jako IH, IHS, hipersomnia pierwotna, hipersomnia centralna, hipersomnia pochodzenia mózgowego. Diagnostic and Statistical Manual of Mental Disorders (DSM-IV) definiuje ją jako EDS (nadmierna senność – Excessive daytime sleepiness) bez narkolepsji lub powiązanych cech innych zaburzeń snu, takich jak bezdech senny, które mogą powodować hipersomnie wtórną, toteż uważana jest za podgrupę hipersomni pierwotnych.

## Objawy i symptomy
Cierpiący na hipersomnie idiopatyczną doświadczają wielokrotnych napadów senności w ciągu dnia; występują one niezależnie od liczby przespanych wcześniej godzin. Sen zazwyczaj jest głęboki i ciężko się z niego wybudzić – głośne budziki czy nawet próby ze strony osób trzecich często bywają nieskuteczne. Pomimo większej niż zalecana ilości godzin, chory budzi się zmęczony często po chwili zapadając ponownie w sen. Występuje również tzw. bezwładność senna – w anglojęzycznej literaturze nazywana sleep drunkeness – czyli ciężka dezorientacja przypominająca mocne upojenie alkoholowe, potrafiąca utrzymać się do kilku godzin po wybudzeniu. Drzemki w ciągu dnia są długie (nawet do kilku godzin), równie mało regenerujące co nocny sen. W ich trakcie mogą występować halucynacje, intensywne koszmary czy też paraliż senny lub nadreaktywność ruchowa.
Pacjenci bardzo często przejawiają wspólne dla innych zaburzeń symptomy (co jest jedną z wielu przyczyn utrudnionej diagnozy), takie jak palpitacje (kołatanie serca), problemy trawienne, trudności z regulacją temperatury ciała, problemy poznawcze m.in. deficyty pamięci, uwagi i koncentracji. Równie częste jest pojawienie się u pacjentów lęków i depresji. Zanotowano również przypadki nietypowych zachcianek na różne pokarmy, oraz impotencję.
Intensywność poszczególnych objawów może zmieniać się w zależności od tygodnia, miesiąca czy roku, u kobiet często nasilając się przed menstruacją; w połączeniu z zespołem napięcia przedmiesiączkowego praktycznie uniemożliwiając normalne funkcjonowanie. Pacjenci chronicznie spóźniają się do szkoły czy pracy i wraz z upływem czasu tracą zdolność do funkcjonowania w środowisku rodzinnym, społecznym i zawodowym.

## Przyczyny
W przeciwieństwie do narkolepsji z katapleksją, która ma znaną przyczynę (autoimmunologiczne zniszczenie neuronów wytwarzających hipokretynę), przyczyna idiopatycznej hipersomnii była do niedawna w dużej mierze nieznana, stąd jej nazwa. Jednak naukowcy zidentyfikowali kilka nieprawidłowości z nią związanych, które w dalszych badaniach mogą pomóc w wyjaśnieniu etiologii. Naukowcy odkryli ostatnio nieprawidłową nadwrażliwość na GABA (główny związek chemiczny mózgu odpowiedzialny za sedację) w podgrupie pacjentów z hipersomnią centralna, tj. idiopatyczną hipersomnią i narkolepsją bez katapleksji. Zidentyfikowali niewielką (500–3000 daltonów) naturalnie występującą substancję bioaktywną (najprawdopodobniej peptyd, ponieważ jest wrażliwy na trypsynę) w CSF chorych pacjentów. Chociaż substancja ta wymaga dalszej identyfikacji jej struktury chemicznej, jest ona obecnie określana jako „somnogen”, ponieważ wykazano, że powoduje nadmierną reaktywność receptorów GABAA, co prowadzi do zwiększonej sedacji lub senności. W uproszczeniu, pacjenci zdają się być pod wpływem benzodiazepin (działających właśnie poprzez system GABA), takich jak alprazolam czy xanax, nawet jeśli nie przyjmują tych leków.

## Leczenie
Pierwotną nadmierną senność leczy się lekami psychostymulującymi, takimi jak: deksamfetamina (niedopuszczony do użycia w Polsce) czy metylofenidat.